# Verwaltungsgemeinschaft Schleife
Die Verwaltungsgemeinschaft Schleife, obersorbisch Zarjadniski zwjazk Slepo, ist eine sächsische Verwaltungsgemeinschaft im Nordosten des Landkreises Görlitz an der Grenze zum Land Brandenburg. Ihr Sitz ist in der Gemeinde Schleife. Die Verwaltungsgemeinschaft ist die politisch-geografische Eingrenzung der Schleifer Region, die je nach Auslegung auch mit dem Kirchspiel Schleife gleichgesetzt wird.

## Mitgliedsgemeinden
Die sieben Dörfer der Verwaltungsgemeinschaft sind historisch eng miteinander verbunden. In ihnen wird teilweise bis heute der Schleifer Dialekt der sorbischen Sprache gesprochen und die Schleifer Tracht getragen. Weiterhin gehörten sie zum 1874 gebildeten „Amtsbezirk Muskau III“, der bis 1908 auf diese sieben Landgemeinden (sowie vier Gutsbezirke) verkleinert und 1933 in „Amtsbezirk Schleife“ umbenannt wurde. Durch Eingemeindungen zwischen 1995 und 1999 wurde die Zahl der Gemeinden von sieben auf drei reduziert.
Die Verwaltungsgemeinschaft wurde zum 7. Juli 1995 von sechs Gemeinden gegründet. Trebendorf schloss sich ihr zum 16. November 1996 an. In ihrer heutigen Form besteht sie seit dem 1. Januar 1999.
| deutscher Ortsname | sorbischer Ortsname          | Gemeinde   | Einwohner | Fläche in km² |
| ------------------ | ---------------------------- | ---------- | --------- | ------------- |
| Groß Düben         | Źěwin / Dźěwin (Dźěwin)      | Groß Düben | 564       | 8,28          |
| Halbendorf         | Brězowka (Brjezowka)         | Groß Düben | 508       | 6,28          |
| Mulkwitz           | Mułkojce / Mułkecy (Mułkoce) | Schleife   | 202       | 7,36          |
| Mühlrose           | Miłoraz                      | Trebendorf | 188       | 19,74         |
| Rohne              | Rowno (Rowne)                | Schleife   | 413       | 19,71         |
| Schleife           | Slepo (Slěpe)                | Schleife   | 1806      | 14,80         |
| Trebendorf         | Trjebin                      | Trebendorf | 661       | 12,21         |

Anmerkungen:
- Es wird zuerst der niedersorbische Ortsname angegeben, diesem folgt nach dem Schrägstrich der obersorbische, dahinter in Klammern der Name im Schleifer Dialekt. Ist der schleifersorbische Name identisch mit dem niedersorbischen, wird letzterer weggelassen. Ist der Name für alle drei identisch, steht nur diese eine Namensform.
- Die Einwohnerzahlen der einzelnen Dörfer stammen vom Meldeamt Schleife (Stand 31. Dezember 2019) und weisen auf Grund unterschiedlicher Berechnungsvorschriften in ihrer Summe eine Abweichung zu den Einwohnerzahlen der Gemeinden auf, die vom Statistischen Landesamt des Freistaates Sachsen herausgegeben werden.

## Kirchspiel Schleife

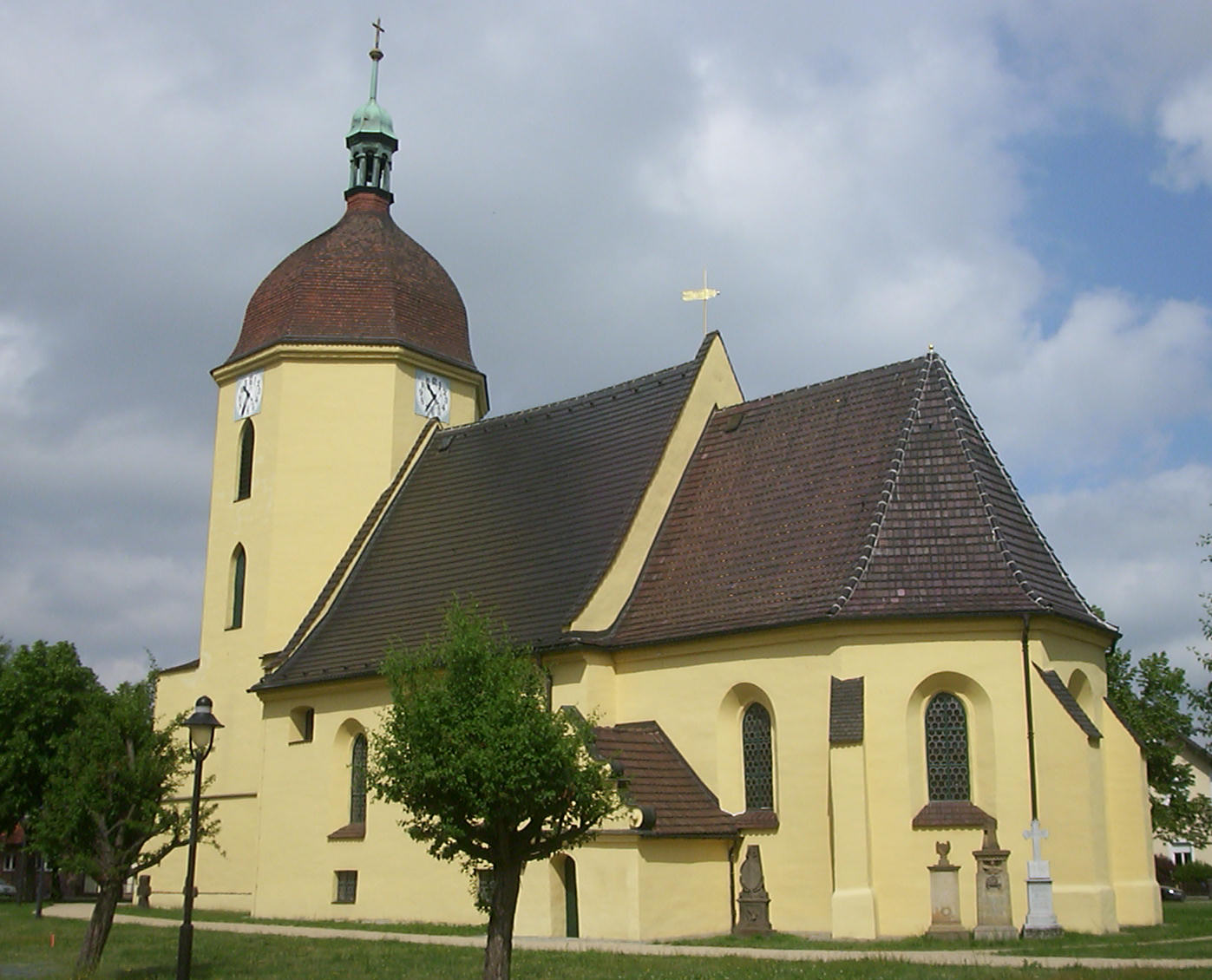
Die spätgotische Kirche in Schleife ist eines der Wahrzeichen der Schleifer Region

Das Kirchspiel (auch Parochie) setzt sich aus den sieben Dörfern der Verwaltungsgemeinschaft sowie dem brandenburgischen und niederlausitzer Dorf Lieskau zusammen. Bis 1914 gehörten der Mühlroser Dorfteil Ruhlmühle und der rechtsseitig der Spree gelegene Teil Neustadts zum Schleifer Kirchspiel. Danach wurden diese Orte nach Spreewitz gepfarrt.

## Geographie
Die Verwaltungsgemeinschaft liegt im Städtedreieck Hoyerswerda–Spremberg–Weißwasser. Ihr Gebiet ist geprägt durch eine ausgedehnte Seen- und Waldlandschaft. Die Struga fließt in nordwestlicher Richtung durch Trebendorf, Schleife, Rohne und Mulkwitz zur Spree hin. Die Spree schneidet das Gebiet auf ihrem Weg nach Norden im Mühlroser Dorfteil Ruhlmühle.

### Verkehr
Von den einstmals durch das Verwaltungsgebiet führenden Bahnstrecken ist nur noch die Bahnstrecke Berlin–Görlitz mit dem Schleifer Bahnhof für den Verkehr relevant. Der Bahnhof in Halbendorf an der ehemaligen Bahnstrecke Weißwasser–Forst besteht nicht mehr, die Schienen wurden demontiert. Die Kleinbahnstrecke der Waldeisenbahn Muskau von Weißwasser zur Tongrube im Tiergarten (zwischen Mühlrose und Trebendorf) wurde in der ersten Hälfte der 2010er Jahre zugunsten des Tagebaus Nochten abgebaut und das Gelände überbaggert. Zum Ausgleich wurde dieser Streckenast entlang der Tagebaukante zum Turm am Schweren Berg geführt.
Zwischen Spremberg und Weißwasser tangiert die Bundesstraße 156 das Verwaltungsgebiet. Die Gemeindeverwaltungen lehnten den Trassenentwurf der geplanten B 160 durch das Verwaltungsgebiet ab, da dieser – neben dem herannahenden Tagebau – zu stark in das Siedlungsgebiet einschneiden würde. Im Rahmen der Feierlichkeiten zum Trebendorf-Vertrag zwischen der Gemeinde Trebendorf und der Vattenfall Europe Mining AG wurde die Nichtweiterverfolgung dieses nördlichen Trassenentwurfs durch den sächsischen Ministerpräsidenten Stanislaw Tillich im September 2008 bekannt gegeben. Jüngere Pläne zur Weiterführung der B 178 von der A 4 bis nach Cottbus werden hingegen begrüßt.

### Tagebau
Die Gemeinden liegen im Lausitzer Braunkohlerevier. Bereits in der Mitte des neunzehnten Jahrhunderts wurde vereinzelt Braunkohle untertage abgebaut, im größeren Maßstab erfolgte der Abbau erst seit der Mitte des zwanzigsten Jahrhunderts, als im Tagebau Trebendorfer Felder in mehreren Gruben Braunkohle gefördert wurde. Aus seinem größten Restloch ging der Halbendorfer See hervor, auf dem sich die Grenzen der drei Gemeinden treffen.
Die erste Umsiedlung war die erste Teilortsverlegung Mühlroses in den Jahren 1966/1967, als der Neustädter Ausbau dem Tagebau Nochten weichen musste. Nach einer jahrzehntelangen Südbewegung und anschließenden Kehre erreichte der Tagebau Nochten um 2020 die Höhe von Trebendorf. In Trebendorf musste der Dorfteil Hinterberg vollständig umgesiedelt werden, für Klein Trebendorf war die bergbauliche Inanspruchnahme bereits genehmigt, nun wird der Tagebau jedoch dicht an der Siedlung vorbeigeführt. In Rohne sind die etwas südlich des Dorfkerns gelegene Schäferstraße und die Gehöfte am Mühlroser Weg betroffen, in Mühlrose müssen die Ausbauten entlang der Straße Am Damm (Mühlrose-Schleife) dem Tagebau weichen. Zudem wird ein großer Teil des Tiergartens abgebaggert, in dem bis 1973 das Jagdschloss der Muskauer Grafen stand. Der Mühlroser Ortskern liegt auf einer Störungszone, die einen dortigen Abbau mit der vorhandenen Förderbrücke F60 verhindert. Da der Ort jedoch über Jahrzehnte inselartig in einer Tagebaulandschaft mit nur einer Zufahrtsstraße liegen würde, hat die Mehrzahl der Einwohner eine Umsiedlung als Dorfgemeinschaft gefordert.
Bei Nutzung der noch von Vattenfall beantragten genehmigten Vorranggebiete des Tagebaus würden Schleife westlich der Bahnlinie sowie Mulkwitz und Rohne komplett umgesiedelt und der Tagebau in Richtung der brandenburgischen Orte Lieskau und Graustein geführt. Nach dem Verkauf von Vattenfalls Braunkohlesparte hat die Lausitz Energie Bergbau AG als neuer Betreiber die Nutzung der genehmigten Vorranggebiete abgesagt, einzig das Teilfeld Mühlrose soll zum Abschluss des Tagebaubetriebs nach der Umsiedlung der Einwohnerschaft noch mit angepasster Technik abgebaut werden. Der Ansiedlungsstandort für das neu entstehende Dorf Mühlrose ist in Schleife zwischen Groß Dübener Weg und Lieskauer Weg.